# Stadion dr. Milan Jelić
Stadion dr. Milan Jelić ili Stadion Maxima je višenamjenski stadion u Modriči, u Bosni i Hercegovini. Najčešće se koristi za nogometne utakmice, pa na njemu svoje domaće utakmice igra FK Modriča, nogometni klub iz istoimenog naselja. Kapaciteta je 7600 gledatelja.

## Povijest
Izgrađen je 1962. Do tada je Modriča svoje utakmice igrao na igralištu u Vranjaku. U početku su oko igrališta bile postavljene drvene klupe, čime je stadion mogao primiti oko 3000 gledatelja.
Do 2007. stadion se zvao Maxima. Te je godine preimenovan u stadion dr. Milan Jelić.
U svibnju 2011. postavljeni su reflektori.